# Emil Torosiewicz
Emil Torosiewicz (24. listopadu 1828 – 9. února 1901) byl rakouský politik polské národnosti z Haliče, v 2. polovině 19. století poslanec Říšské rady.

## Biografie
Byl poslancem Haličského zemského sněmu. Ten ho roku 1870 zvolil do Říšské rady (celostátního parlamentu), tehdy ještě volené nepřímo zemskými sněmy. Opětovně byl zemským sněmem do Říšské rady delegován roku 1871, za velkostatkářskou kurii. Jeho mandát byl 21. dubna 1873 prohlášen pro dlouhodobou absenci za zaniklý. Uspěl i v prvních přímých volbách roku 1873. Slib složil 10. listopadu 1873, rezignace oznámena na schůzi 21. února 1876. V roce 1873 se uvádí jako rytíř Emil von Torosiewicz, statkář, bytem Zastavci. Byl členem poslanecké frakce Polský klub a profiloval se jako polský automista.
Zemřel roku 1901.